# Isabel do Luxemburgo
Isabel do Luxemburgo, também conhecida como Isabel de Görlitz (Hořovice, novembro de 1390 — Tréveris, 2 de agosto de 1451) governou como Duquesa de Luxemburgo de 1411 a 1443.

## Vida
Isabel era a única filha e herdeira de João de Görlitz, o terceiro filho do Imperador Carlos IV. Ele era duque da Lusácia e de Görlitz, e também Eleitor de Brandemburgo. A sua mãe, Richardis de Mecklenburg-Schewerin, era filha do rei Alberto da Suécia.
O Ducado do Luxemburgo foi entregue a Isabel pelo tio, Sigimundo. O seu primeiro casamento teve lugar em Bruxelas a 16 de Julho de 1409, com António de Brabante, que defendeu sempre a elevação do poder da nobreza no Luxemburgo, até à sua morte, em 1415. António e Isabel tiveram a seguinte descendência: 
- Guilherme (2 de Junho de 1410 – 10 de Julho de 1410, Bruxelas);
- desconhecido (1412).

João III da Baviera-Straubing foi o seu segundo esposo, que faleceu em 1425, pelo que não tiveram descendência. Após a morte deste, Isabel ficou gravemente endividada.
Em 1441, Isabel fez um tratado com Filipe III, Duque da Borgonha. Este tratado consistia no seguinte: Isabel deixava-o assumir os deveres administrativos do Luxemburgo, e ele herdava ainda o Ducado após a morte dela. Ele concordou com isto, mas, dois anos depois, decidiu tomar o controlo do Luxemburgo, e conseguiu-o. Isabel acabou por ser expulsa do Luxemburgo por Filipe.